# سارا کستلمن
سارا کستلمن (انگلیسی: Sara Kestelman؛ زادهٔ ۱۲ مهٔ ۱۹۴۴) هنرپیشه اهل انگلستان است.

## بخشی از فیلمشناسی
از فیلم‌ها یا برنامه‌های تلویزیونی که وی در آن نقش داشته است می‌توان به آثار زیر اشاره کرد.
- بانو جین (۱۹۸۶)
- لیستومانیا (۱۹۷۵)
- زاردوز (۱۹۷۴)
- شهر هالبی (۲۰۱۱)
- نیروی نهایی (۲۰۰۳)
- شکارچی حرفه‌ای (۱۹۹۹)
- تام جونز (۱۹۹۷)
- بادبزن خانم ویندیرمیر (۱۹۸۵)
- تهاجم: زمین (۱۹۹۸)